# Organización social
Una organización social   es un grupo de personas que interactúan entre ellos, 
 en virtud de mantener determinadas relaciones sociales con el fin de obtener ciertos objetivos.
Las organizaciones sociales pueden tomar varias formas dependiendo del contexto social. Por ejemplo para el núcleo familiar, la organización correspondiente es la familia más extendida. En el contexto de los negocios, una organización social puede ser una empresa, corporación, etc. En el contexto educativo, puede ser una escuela, universidad, etc. En el contexto político puede ser un gobierno o partido político. Comúnmente, los expertos en el tema reconocen seis instituciones existentes en todas las civilizaciones existentes hasta ahora: pais, gobierno, religión, educación, economía y familia.
Max Weber concluyó que, en la historia de la humanidad, las organizaciones evolucionaron hacia la racionalizacion en la forma de una organización racional-legal, como la burocracia.

## Organización vs. institución
En sociología, el término "organización" a veces se utiliza de manera intercambiable con "institución", como cuando se refiere a una organización formal como un hospital o una prisión. Sin embargo, en otras ramas de la sociología, como la sociología de las organizaciones y especialmente el nuevo institucionalismo (también la nueva economía institucional en economía y el institucionalismo histórico en ciencia política), "organización" e "institución" se refieren a fenómenos distintos.
Las organizaciones son un grupo de individuos que persiguen un conjunto de objetivos colectivos con roles establecidos, métodos de coordinación, procedimientos, cultura y espacio (Jonsson, 2007). Las organizaciones pueden incluir cuerpos políticos (partidos políticos, el Congreso, el Departamento de Correcciones), grupos sociales (iglesias, clubes, asociaciones deportivas), cuerpos económicos (sindicatos, cooperativas, corporaciones) y cuerpos educativos (escuelas, centros de formación, universidades) (North, 1990).
Por otro lado, las instituciones son ideas sobre cómo algo debe hacerse, lucir o constituirse para ser visto como legítimo. Las instituciones pueden definirse como una "colección estable de prácticas sociales que consisten en roles fácilmente reconocibles, acompañados de normas subyacentes y un conjunto de reglas o convenciones que definen el comportamiento adecuado para, y gobiernan las relaciones entre, los ocupantes de estos roles" (Jonsson, 2007, p. 5). Las instituciones proporcionan estructura, pautas de comportamiento y moldean la interacción humana (Martin, 2004; North, 1990; Scott, 1995). Las instituciones se caracterizan por prácticas sociales que se repiten a lo largo del tiempo por los miembros de un grupo (Martin). Las instituciones pueden o no involucrar organizaciones.
El tema se complica por el hecho de que se puede hablar de instituciones que gobiernan organizaciones y de la organización como una institución.